# Zodarion germanicum
Zodarion germanicum là một loài nhện trong họ Zodariidae.
Loài này thuộc chi Zodarion. Zodarion germanicum được Carl Ludwig Koch miêu tả năm 1837.